# Alcide
Az Alcides, ou Le triomphe d'Hercule (Alcide vagy Herkules diadala) Louis Lully és Marin Marais francia zeneszerzők operája, amelyet először az Académie Royale de Musique-ban (a párizsi opera elődje) 1693. február 3-án mutatták be. A tragédie en musique formáját ölti öt felvonásban és egy prológusban. A librettót Jean Galbert de Campistron írta.

## Fordítás
- Ez a szócikk részben vagy egészben  az   Alcide (Marais) című angol Wikipédia-szócikk ezen változatának fordításán alapul.  Az eredeti cikk szerkesztőit annak laptörténete sorolja fel. Ez a jelzés csupán a megfogalmazás eredetét és a szerzői jogokat jelzi, nem szolgál a cikkben szereplő információk forrásmegjelöléseként.